# Sten Nordström (grosshandlare)
Sten Otto Nordström, född 11 februari 1839 i Frötuna socken, Stockholms län, död 5 februari 1921, var en svensk grosshandlare. Han var far till Fritz och Vilhelm Nordström.
Nordström blev student vid Uppsala universitet 1857 och avlade examen vid Ultuna lantbruksinstitut 1863. Han var verksam som grosshandlare i Gävle från 1864 och disponent för Främmestads egendom 1870–1875. Han var ledamot i styrelsen för Falun–Rättvik–Mora Järnväg 1887–1902, ordförande i direktionen för Gävle–Dala Järnväg 1896–1901, verkställande direktör för Mora–Älvdalens Järnväg 1897–1902 och för Falun–Västerdalarnes Järnväg från 1900. 
Nordström var statens ombud i styrelsen för Orsa–Härjeådalens Järnväg från 1901, ledamot i styrelsen för Gefle Inteckningsgaranti AB, i styrelsen för Gävleborgs länssparbank och i direktionen för Livränte- och kapitalförsäkringsanstalten i Gävleborgs län. Han var kontrollant vid Helsinglands Enskilda Banks kommissionskontor i Gävle från 1902. Han var, tillsammans med målaren Erik Rosén från Söderhamn och disponenten vid Iggesunds bruk Arvid Lindman, en av de personer som 1897 tog initiativ till Ostkustbanan.
Sten Nordström är begravd på Gamla kyrkogården i Gävle.